# 第三号哨戒特務艇
第三号哨戒特務艇（だいさんごうしょうかいとくむてい）は、日本海軍の特務艇（哨戒特務艇）。第一号型哨戒特務艇の3番艇。

## 艇歴
マル戦計画の特務艇、第2121号艦型の3番艇、仮称艦名第2123号艦として計画。1944年11月5日、第三号哨戒特務艇と命名されて第一号型哨戒特務艇の3番艇に定められ、本籍を横須賀鎮守府と仮定。1945年6月5日、船体概成により株式会社山西造船鉄工所から横須賀海軍工廠へ引き渡し。8月5日、竣工。竣工後の本籍設定と部隊への編入記録は無い。終戦時は浦賀に所在。その後長浦へ回航される。
1947年1月12日、横須賀地方復員局所管の特別輸送艦に定められ、帝国特務艇籍から除籍。同日付で艦名を哨特第三号と改称し、特別保管艦（特）に指定される。2月1日、行動不能艦艇（特）に定められる。4月15日、特別輸送艦の定めを解かれた。11月22日、在東京アメリカ極東海軍司令部から、本艇の漁船への改造許可が出された。